# Il gran Gabbo
Il gran Gabbo (The Great Gabbo) (1929) è un film del primo sonoro americano diretto da James Cruze e da (non accreditato) Erich von Stroheim.
Il soggetto è tratto da The Rival Dummy di Ben Hecht, uno dei più noti sceneggiatori di Hollywood. Il film, che racconta la storia di un ventriloquo egoista e manipolatore, è interpretato dallo stesso Stroheim e da Betty Compson.

## Trama

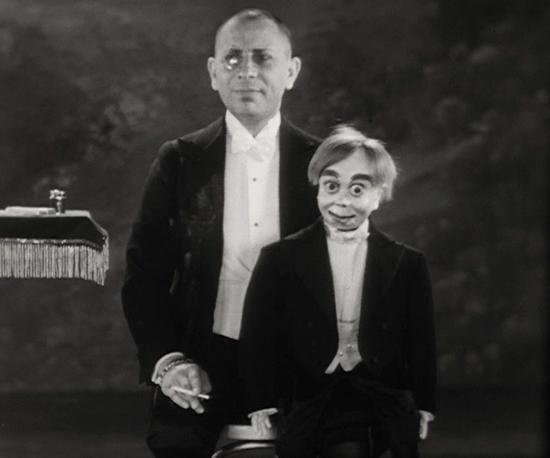
Gabbo e Otto

Il grande Gabbo è un ventriloquo che, insieme a Otto, il suo pupazzo, lavora nel vaudeville. Egoista e pieno di sé, tratta male la sua assistente, la giovane Mary che una sera, durante il numero, inciampa in scena facendo cadere a terra un vassoio. L'incidente provoca le ire di Gabbo che, in camerino, sgrida la ragazza e la mortifica, costringendola a lasciare il lavoro.
Qualche tempo dopo, Gabbo si trova a lavorare in una rivista dove ritrova anche Mary insieme al suo nuovo partner, Frank. Gabbo è talmente presuntuoso da essere convinto che Mary tornerà a lavorare per lui. Un giorno, in un caffè, Mary e Gabbo si parlano attraverso Otto. Il ventriloquo si rende conto di amare la ragazza e, quando viene a sapere che lei è già sposata con Frank, diventa folle di gelosia. Irrompe sul palcoscenico durante la recita, interrompendo il gran finale della rivista. Gabbo viene licenziato. L'affranto ventriloquo sembra non riconoscere neppure Mary che cerca in qualche modo di consolarlo. Con il pupazzo rotto sottobraccio, Gabbo vaga per il teatro uscendo poi in strada, seguito da Luis, il suo costumista, mentre gli operai rimuovono il grande cartellone pubblicitario che annunciava Il gran Gabbo.

## Produzione
Il film fu prodotto da James Cruze, marito dell'attrice protagonista Betty Compson, per la sua casa di produzione, la James Cruze Productions. Attiva dal 1928 al 1933, la piccola compagnia produsse in quel periodo sedici film. Betty Compson vi canta, non accreditata, due canzoni, I'm in Love with You e Web of Love.

## Distribuzione
Distribuito dalla Sono Art-World Wide Pictures, uscì nelle sale cinematografiche statunitensi il 12 settembre 1929.
Quando fu proiettato per la prima volta, il film conteneva degli inserti a colori, in Multicolor. Le copie attuali, restaurate e distribuite in DVD, sono in solo bianco e nero.